# Gonichthys tenuiculus
Gonichthys tenuiculus és una espècie de peix de la família dels mictòfids i de l'ordre dels mictofiformes.

## Morfologia
- Els mascles poden assolir 5 cm de longitud total.
- Nombre de vèrtebres: 38-41.[4]

## Reproducció
És ovípar amb larves i ous planctònics.

## Hàbitat
És un peix marí i d'aigües profundes.

## Distribució geogràfica
Es troba al Pacífic oriental entre 32°N i 22°S, incloent-hi Xile.